# Altstetter von Kaltenburg und Kranzenau

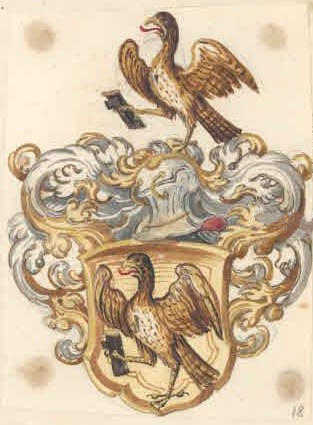
Stammwappen der Altstetter

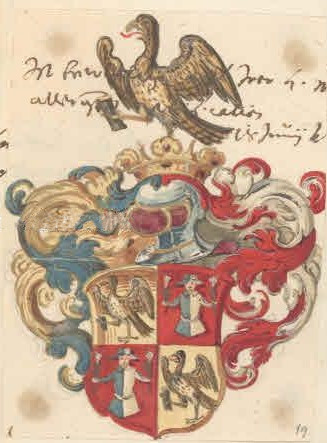
Vermehrtes Wappen der Altstetter (1601)

Altstetter von Kaltenburg und Kranzenau (auch: von Altstetten bzw. Altstädter von Kaltenburg und Kranzenau) war der Name eines österreichischen briefadeligen Geschlechts, das 1801 vollständig erloschen ist. 

## Geschichte
Die Familie stand laut Adelsbestätigungsdiplom schon dreihundert Jahre vor der Adelserhebung in zivilen und militärischen Diensten der Habsburger. Heinrich Altstetter diente 1362 Herzog Albrecht III., von dem er einen Wappenbrief erhalten haben soll; Heinrich Altstetter Kaiser Friedrich III. und Maximilian I., sowie Heinrichs Sohn, Niklas Altstetter, Kaiser Karl V. und Ferdinand I. Der oberösterreichische Regimentsrat und Doktor der Rechte Friedrich Altstetter, Enkel von Niklas Alstetter, kam Ende des 16. Jahrhunderts aus Oberösterreich nach Innsbruck. Er war mit Agnes Kastner von Sigmundslust, Angehörige eines niederen tirolerischen Adelsgeschlecht verheiratet. Sein und seiner Frau in Silber geprägter Wappenjeton trägt die Inschrift: „† FRIDERICVS † – ALTSTETTER I. C. AGNES CASTNERIN. VXOR“. Am 18. Juni 1601 erlangte er von Kaiser Rudolf II. in Prag ein Adelsbestätigungsdiplom, des Weiteren eine Wappenvereinigung mit dem Wappen seiner Mutter und das Palatinat, bzw. die Würde eines kaiserlichen Hofpfalzgrafen. 1603 erfolgte seine Aufnahme in die Tiroler Adelsmatrikel. Das verliehene Prädikat „zu Kaltenburg und Kranzenau“ bezog sich auf die Liegenschaften Ansitz Kaltenburg am Kalterer See und Gut Kranzenau im Breisgau. 1604 erscheint er als kaiserlicher Rat, Geheimer Rat Erzherzog Maximilians von Österreich sowie Hofkanzler. 1801 starb Frau Maria Anna Alstetter von Kaltenburg und Kranzenau als vermutlich Letzte ihres Geschlechts.

## Wappen
- Blasonierung des Stammwappens: In Gold ein brauner Adler mit erhobenen Flügeln, in seiner rechten Kralle einen schwarzen, verstümmelten Ast haltend.[7]
- Blasonierung des vermehrten Wappens von 1601: Geviert. Feld 1 und 4 das Stammwappen, Feld 2 und 3 in Rot ein halber, vorwärtsgekehrter Jüngling, gekleidete in einem engen Leibrock mit gestülpten Hut, alles von Blau und Silber gespalten, mit einem silbernen Leibgürtel, in jeder Hand eine natürliche Lilie mit grünen Stängel haltend. Auf dem gekrönten Helm das Kleinod des Stammwappens, Decken rechts golden-blau, links rot-silbern.
- Blasonierung des späteren gevierten Wappens: Feld 1 und 4 ein schwarzer Rabe mit einer Schreibtafel, Feld 2 und 3 ein Mann in der rechten Hand drei Kornähren und in der linken eine Blume haltend. Zwei Helme mit einem Raben und einen wachsenden Mann wie im Schild.[8]